# Saint-Ange
Der Saint-Ange ist ein Fluss in Frankreich, der im Département Yonne in der Region Bourgogne-Franche-Comté verläuft. Er entspringt im Waldgebiet Forêt d’Othe, beim Weiler Saint-Ange, aus den Seen Étangs de Saint-Ange. Die Quelle liegt im  Gemeindegebiet von Bussy-en-Othe. Der Fluss entwässert generell Richtung Westnordwest und mündet nach rund 21 Kilometern im Gemeindegebiet von Villeneuve-sur-Yonne als rechter Nebenfluss in die Yonne.

## Orte am Fluss
(Reihenfolge in Fließrichtung)
- Saint-Ange, Gemeinde Bussy-en-Othe
- L’Enfourchure, Gemeinde Dixmont
- Dixmont
- Les Bordes
- Les Prés Saint Nicolas, Gemeinde Villeneuve-sur-Yonne

## Sehenswürdigkeiten
- Prieuré de l’Enfourchure, Klosterruine aus dem 15./16. Jahrhundert am Flussufer (Gemeinde Dixmont) – Monument historique[4]